# Gaúcha-d'água
A gaúcha-d'água (Muscisaxicola fluviatilis) é uma espécie de ave da família Tyrannidae.
Pode ser encontrada nos seguintes países: Bolívia, Brasil, Colômbia, Equador e Peru.
Os seus habitats naturais são: matagal húmido tropical ou subtropical e rios.